# Koçi Xoxe
Koçi Xoxe (Florina, 1º maggio 1911 – Tirana, 11 giugno 1949) è stato un generale e politico albanese, che servi come vice-primo ministro e ministro dell'interno della Repubblica Popolare Socialista d'Albania inoltre fu il primo direttore esecutivo della SIGURIMI albanese dal 1944 al 1946.

## Biografia
Xoxe nacque nel 1911 a Negovan, vicino a Florina in Grecia, ai tempi parte del Vilayet di Monastir dell'Impero ottomano. Negovan aveva una maggioranza di popolazione albanese ortodossa che si identificava con la chiesa ortodossa patriarcale e con la minoranza dei Valacchi. Secondo diverse fonti Xoxe era di etnia macedone o bulgara. Attorno al 1937 era emerso insieme ad altri, tra cui Enver Hoxha e Koço Tashko, come uno dei leader prominenti del comunismo albanese. Era un rivale di Hoxha, e per questo era appoggiato dagli jugoslavi. Fu purgato per "attività pro-jugoslave" dopo la rottura dei rapporti di Josip Broz Tito con Stalin, che era un alleato di Hoxha. Dopo un processo segreto nel maggio del 1949, Xoxe fu giustiziato tramite impiccagione. Aveva inoltre ammesso di lavorare con l'intelligence britannica e di aver cospirato insieme a Tito contro il regime comunista albanese.